# Orgoglio e pregiudizio (film 1940)
Orgoglio e pregiudizio (Pride and Prejudice) è un film del 1940, diretto da Robert Z. Leonard.
Il soggetto del film, interpretato da Greer Garson nei panni di Elizabeth Bennet e Laurence Olivier nel ruolo di Mr. Darcy, è tratto dall'omonimo romanzo di Jane Austen, primo adattamento cinematografico di quest'ultimo.Tra gli altri interpreti, Maureen O'Sullivan, Edna May Oliver e Ann Rutherford.

## Trama
La signora Bennet e le sue due figlie più grandi, Jane ed Elizabeth, sono nel negozio di tessuti del villaggio, quando vedono passare una ricca carrozza con a bordo una signora e due gentiluomini. Il passaggio degli sconosciuti provoca una ridda di pettegolezzi: si viene a sapere che uno dei due uomini è Mr. Bingley, giovane e ricco londinese che ha affittato la residenza di Netherfield, la signora è sua sorella Caroline, l'altro gentiluomo è il suo amico Darcy. Il fatto che i due uomini siano entrambi benestanti e scapoli, provoca l'agitazione della signora Bennet, madre di cinque ragazze da maritare. A casa, la signora mette sotto pressione il marito, cercando di spingerlo a invitare il nuovo vicino per instaurare con lui buoni rapporti. Il signor Bennet le rivela che ha già provveduto.

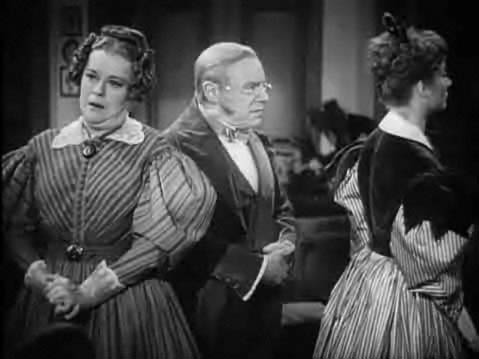
Mary Boland, Edmund Gwenn e Greer Garson

Al ballo che viene organizzato in paese e a cui partecipano i nuovi venuti, Elizabeth sente per caso Darcy che trancia giudizi snob sui convenuti e anche su di lei. Un giovane ufficiale, Mr. Wickham, che la invita a ballare, le racconta di come Darcy - che lui conosce dall'infanzia - gli abbia fatto un terribile torto, approfittando della sua posizione di potere. Intanto Jane, la sorella maggiore di Elizabeth, viene corteggiata da Mr. Bingley. Quando si reca a casa del possidente per una visita, la madre praticamente le impone di non usare la carrozza e, invece, di andare a cavallo. Il tempo peggiora rapidamente e, quando la giovane arriva dai Bingley, è fradicia e infreddolita. Tanto che viene accolta in casa e messa subito a letto. I Bingley avvisano i Bennet ed Elizabeth viene invitata a restare ad assistere la sorella. Durante il soggiorno a Netherfield, Elizabeth si rende conto che Bingley sembra effettivamente innamorato di Jane: la sorella le confida di ricambiare l'affetto per il giovane, ma si dimostra, altresì, timida nel manifestargli i suoi sentimenti.
Un giorno, dai Bennet giunge Mr. Collins: costui è il parente più prossimo della famiglia ed è l'erede designato di Mr. Bennet. Per motivi legali, il signor Bennet, alla sua morte, non potrà lasciare il patrimonio a un'erede femmina e tutti i beni della famiglia passeranno a Collins. Costui dichiara che ha deciso di prender moglie e che gli sembra giusto sposare una delle cugine. La sua scelta cade su Jane, ma la madre gli rivela che la figlia maggiore è praticamente già promessa, dato che lei immagina di accasarla con Bingley. Collins passa allora a Elizabeth cui si dichiara. La ragazza, che lo trova tronfio e ridicolo nelle sue pretese, lo rifiuta ma trova un'estrema difficoltà nel fargli capire che la sua è una risposta definitiva e non una maniera di celiare. Alla fine, Collins cede: chiederà la mano di Charlotte Lucas, la migliore amica di Elizabeth. Netherfield, intanto, viene abbandonata dai Bingley e da Darcy, senza una parola di spiegazione. Jane è affranta nel suo dolore per l'abbandono dell'uomo che ama.

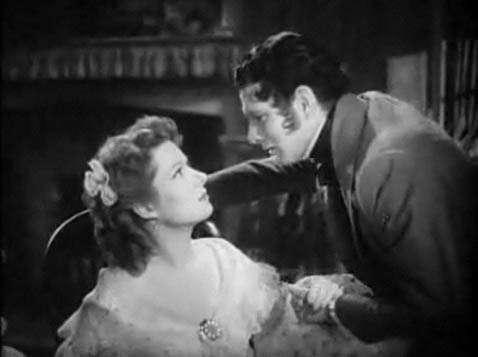
Elizabeth e Darcy

Dopo il matrimonio, Charlotte parte con il marito che lavora per Lady Catherine de Bourgh: Elizabeth viene invitata ad andare a trovare l'amica. A una serata a casa di Lady de Bourgh, la ragazza ritrova Darcy, nipote della nobildonna. Il loro rapporto, che è sempre stato piuttosto teso, trova una nuova dimensione nell'ambiente neutro che li ospita. Tanto che, un giorno, Darcy la sorprende dichiarandole di essersi innamorato di lei e la chiede in moglie. Elizabeth, che ha scoperto che è stato proprio Darcy la causa della partenza di Bingley, lo accusa di aver provocato l'infelicità della sorella e, in più, riprende pure le accuse di Wickham.
Quando Elizabeth torna a Longborn, viene a sapere che Lydia, una delle sorelle minori, è scappata con Wickham. Darcy la viene a trovare e le confida che, anni prima, sua sorella Giorgiana, una fanciulla di 15 anni, era stata insidiata da Wickham: era stato questo il motivo del suo risentimento nei riguardi dell'ufficiale. Una ragione così privata che lui, ovviamente, non aveva potuto spiegarle. Ormai, Lydia è perduta: Wickham non sposerà mai la ragazza il cui comportamento getterà discredito su tutte le altre sorelle. Quando Darcy la lascia, Elizabeth si rende conto di amarlo. Ma è anche convinta che non lo rivedrà più.
Mentre la signora Bennet piange sul destino delle sue figlie ormai senza più alcuna possibilità di potersi maritare, si sente lo scampanellìo di una carrozza: entra in pompa magna, tutta esaltata, Lydia che si presenta insieme a Wickham. L'ufficiale l'ha sposata e la giovane esibisce ora un anello che dimostra il fatto. Il signor Bennet immagina che il matrimonio sia stato possibile per merito di suo fratello che vive a Londra e che lui aveva allertato per andare sulle tracce della figlia perduta. Crede, infatti, che il fratello abbia sborsato una bella cifra per convincere il mascalzone a riparare.
Invece le cose sono andate in un altro modo: si presenta dai Bennet lady de Bourgh che si chiude a parlare con Elizabeth. La nobildonna vuole sapere se è vero che Elizabeth vuole fidanzarsi con il nipote, cui lei ha già destinato sua figlia. Le rivela, oltretutto, che Darcy ha passato gli ultimi giorni alla ricerca di Whickham. E che, quando l'ha trovato, lo ha pagato profumatamente per accettare le nozze riparatrici. Quando la lady se ne va, arriva Darcy. Finalmente i due innamorati si chiariscono. Anche Bingley è tornato e fila d'amore e d'accordo con Jane. Mentre Darcy ed Elizabeth si scambiano un bacio, la signora Bennet spia le sue figlie, congratulandosi con sé stessa per avere una figlia già sposata e due sul punto di farlo, mentre le altre due ragazze cominciano ad avere anch'esse i loro corteggiatori.

## Produzione
Il film fu prodotto dalla MGM.

## Distribuzione
Il film uscì in sala il 26 luglio 1940.

### Manifesti e locandine
La realizzazione dei manifesti per l'Italia fu affidata al pittore cartellonista Sergio Gargiulo
- Orgoglio e pregiudizio, su movieposterdb.com (archiviato dall'url originale il 20 aprile 2009).

## Riconoscimenti
- Premi Oscar 1941: Oscar alla migliore scenografia (bianco e nero)